# Coptodera eluta
Coptodera eluta es una especie de escarabajo del género Coptodera, familia Carabidae. Fue descrita científicamente por Andrewes en 1923.
Habita en Corea del Sur, Japón, Taiwán, Nepal, Sri Lanka, India, Birmania, Tailandia, Laos, Vietnam, Malasia, Indonesia, Borneo, Filipinas y Nueva Guinea.